# Ixala adventaria
Ixala adventaria là một loài bướm đêm trong họ Geometridae.